# 43882 Maurivicoli
43882 Maurivicoli è un asteroide della fascia principale. Scoperto nel 1995, presenta un'orbita caratterizzata da un semiasse maggiore pari a 2,4237793 UA e da un'eccentricità di 0,0755545, inclinata di 7,21637° rispetto all'eclittica.
L'asteroide è dedicato all'astronomo amatoriale Maurizio Vicoli, ideatore del Premio Meteorite d'oro, nel comune di Secinaro.